# Paphiopedilum hangianum
Paphiopedilum hangianum là một loài thực vật có hoa trong họ Lan. Loài này được Perner & O.Gruss mô tả khoa học đầu tiên năm 1999.